# Leichtathletik-Weltmeisterschaften 2009/Teilnehmer (St. Lucia)
| Gelbes Symbol für Goldmedaillen mit stilisierten Olympischen Ringen | Graues Symbol für Silbermedaillen mit stilisierten Olympischen Ringen | Braundes Symbol für Bronzemedaillen mit stilisierten Olympischen Ringen |
| ------------------------------------------------------------------- | --------------------------------------------------------------------- | ----------------------------------------------------------------------- |
| —                                                                   | —                                                                     | —                                                                       |

Der Leichtathletik-Verband St. Lucias stellte eine Athletin bei den Leichtathletik-Weltmeisterschaften 2009 in Berlin.

## Ergebnisse

### Frauen

#### Sprung/Wurf
| Athletin       | Disziplin  | Qualifikation | Qualifikation | Finale             | Finale             |
| Athletin       | Disziplin  | Weite/Höhe    | Platz         | Weite/Höhe         | Platz              |
| -------------- | ---------- | ------------- | ------------- | ------------------ | ------------------ |
| Levern Spencer | Hochsprung | 1,92 m        | 13            | nicht qualifiziert | nicht qualifiziert |